# Syntermes
Hasta hace poco, las termitas estaban clasificadas en el orden Isoptera, pero ahora se aceptan en el infraorden Isoptera, del orden Blattodea. Syntermes es un género de termitas  perteneciente a la familia Termitidae que tiene las siguientes especies:

## Especies
1. Syntermes aculeosus
2. Syntermes barbatus
3. Syntermes bolivianus
4. Syntermes brevimalatus
5. Syntermes calvus
6. Syntermes cearensis
7. Syntermes chaquimayensis
8. Syntermes crassilabrum
9. Syntermes dirus
10. Syntermes grandis
11. Syntermes insidians
12. Syntermes longiceps
13. Syntermes magnoculus
14. Syntermes molestus
15. Syntermes nanus
16. Syntermes obtusus
17. Syntermes parallelus
18. Syntermes peruanus
19. Syntermes praecellens
20. Syntermes spinosus
21. Syntermes tanygnathus
22. Syntermes territus
23. Syntermes wheeleri